# In the Hell of Patchinko
In the Hell of Patchinko es el primer y único álbum en directo de la banda francesa Mano Negra. Fue grabado el 2 de noviembre de 1991 en la ciudad japonesa de Kawasaki y lanzado al año siguiente con la discográfica Virgin France, S.A.. En este disco Mano Negra tocó los temas más famosos, así como "County Line" de Chuck Berry y el tema "I Fought the Law", canción que ha sido interpretado por The Clash y Stray Cats. El álbum está dedicado a Marc Police, el exguitarrista de Les Wampas, que se suicidó en diciembre de 1991. Decidieron hacer esta grabación en directo porque consideraron que era el momento en que mejor sonaban.

## Lista de canciones
Todas las canciones escritas y compuestas por Manu Chao y Mano Negra, excepto donde se indica. 
| N.º   | Título                                           | Duración |  |
| 1.    | «Mano Negra (1)»                                 | 1:01     |  |
| 2.    | «Magic Dice»                                     | 2:34     |  |
| 3.    | «County Line» (Chuck Berry)                      | 2:21     |  |
| 4.    | «Don't Want You No More»                         | 3:04     |  |
| 5.    | «Lonesome Bop» (Manu Chao)                       | 2:33     |  |
| 6.    | «Mano Negra (2)»                                 | 0:52     |  |
| 7.    | «Rock Island Line» (Tradicional. Arr: Manu Chao) | 2:38     |  |
| 8.    | «King Kong Five»                                 | 3:55     |  |
| 9.    | «Mad Man's Dead»                                 | 2:01     |  |
| 10.   | «Bring The Fire»                                 | 3:29     |  |
| 11.   | «Indios De Barcelona» (Manu Chao)                | 2:23     |  |
| 12.   | «El Sur»                                         | 1:23     |  |
| 13.   | «Killing Rats» (Manu Chao)                       | 2:54     |  |
| 14.   | «Mano Negra (3)»                                 | 0:40     |  |
| 15.   | «Sidi H' Bibi» (Tradicional. Arr: Mano Negra)    | 3:27     |  |
| 16.   | «The Rebel Spell»                                | 3:23     |  |
| 17.   | «I Fought the Law» (Sonny Curtis)                | 1:51     |  |
| 18.   | «Mano Negra (4)»                                 | 0:19     |  |
| 19.   | «Darling Darling» (Daniel Jamet)                 | 1:45     |  |
| 20.   | «Patchuko Hop» (Joe King Carasco)                | 2:32     |  |
| 21.   | «Mala Vida» (Manu Chao)                          | 2:31     |  |
| 22.   | «Junky Beat» (Manu Chao)                         | 2:18     |  |
| 23.   | «Madeline» (Tradicional. Arr: Zachary Richard)   | 1:37     |  |
| 51:37 |                                                  |          |  |

## Créditos
- Manu Chao: Voz principal y guitarra
- Antoine Chao: Trompeta y voz
- Santiago Casariego: Batería y voz
- Philippe Teboul: Percusión y voz
- Daniel Jamet: Guitarra y voz
- Olivier Dahan: Bajo y voz
- Thomas Darnal: Teclados y voz
- Pierre Gauthé: Trombón y voz

## Músicos invitados
- Chinois: Voz (en la Pista 23)